# AAA (computerspellen)

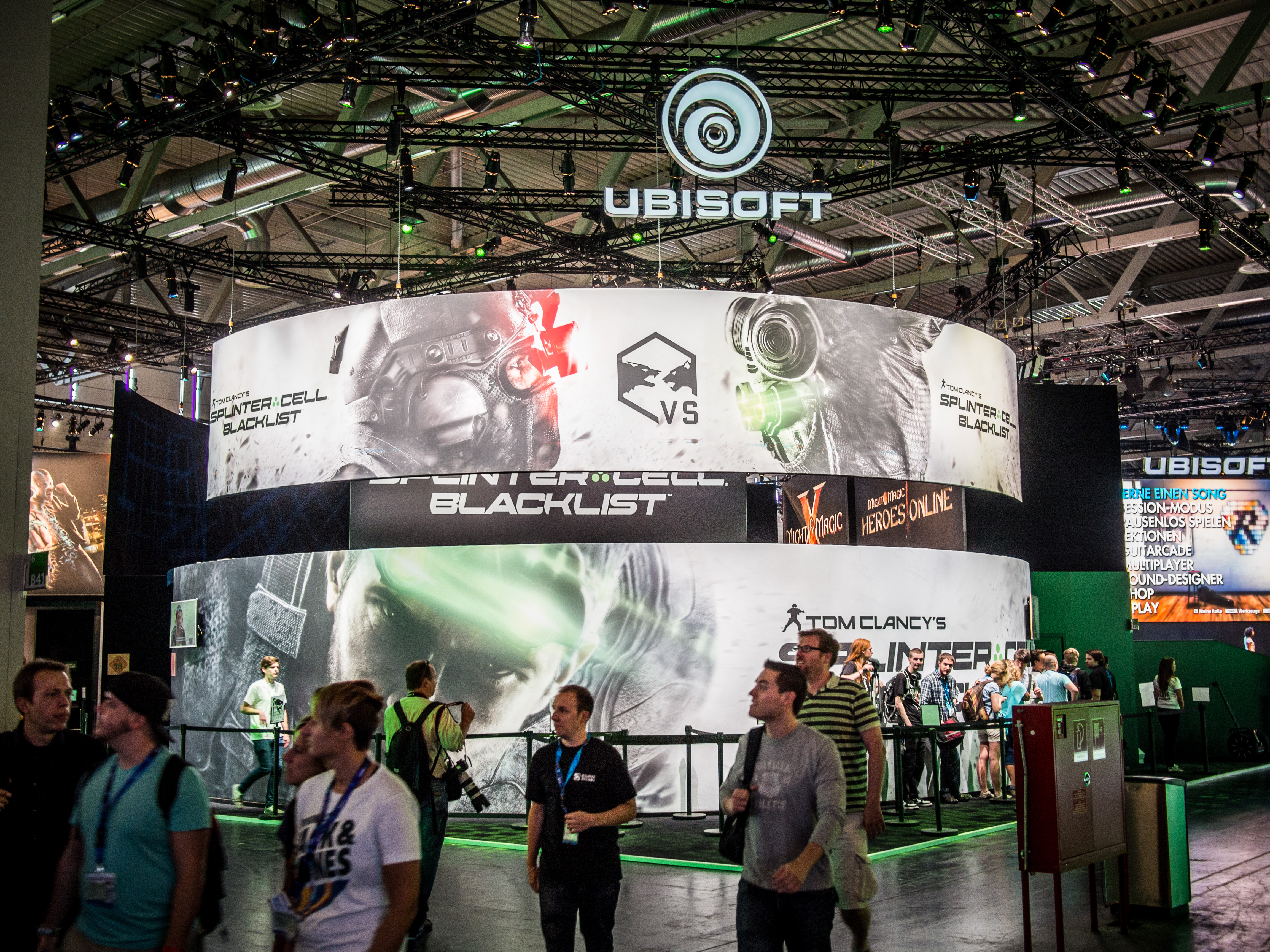
Marketing van Ubisoft-spellen

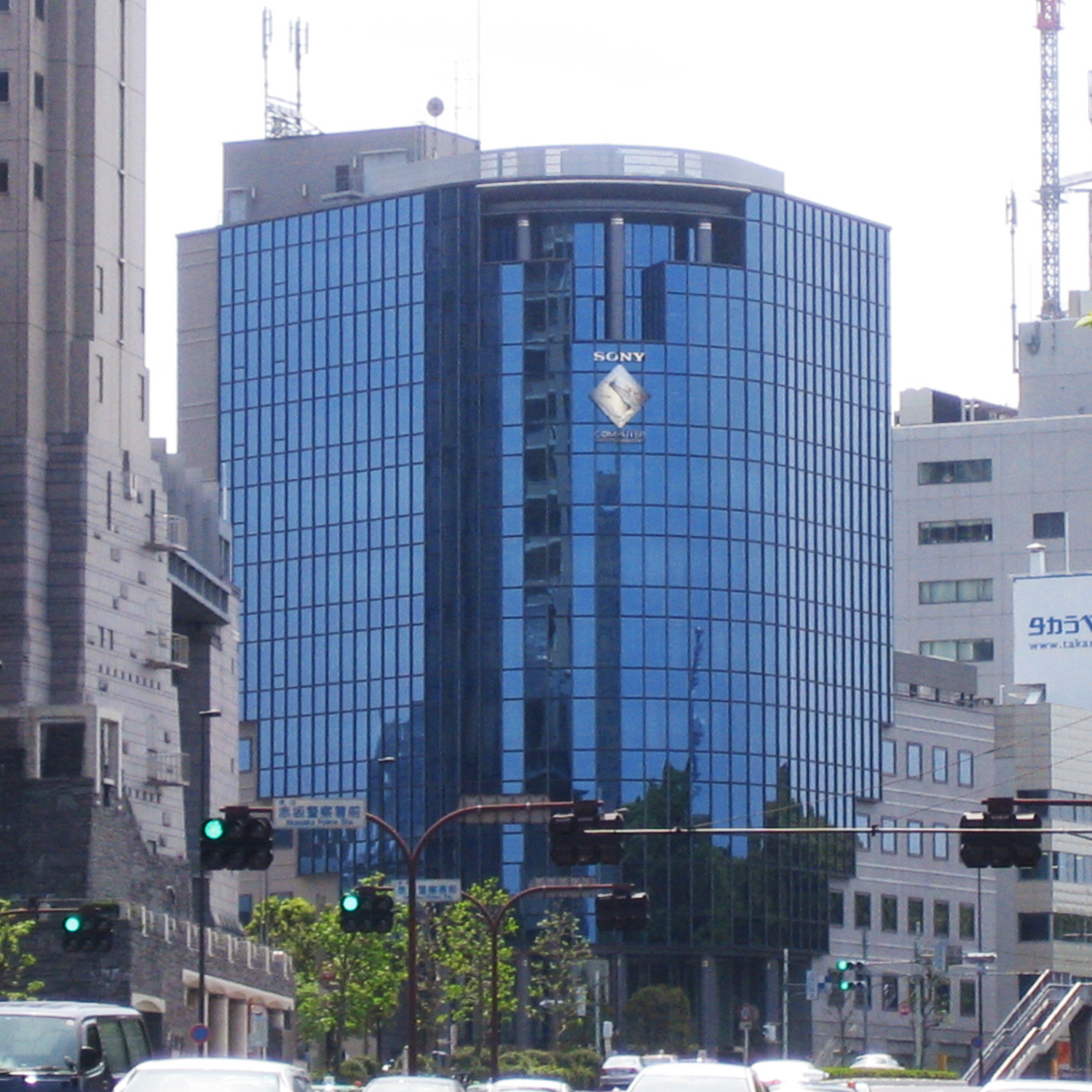
Hoofdkantoor van Sony Entertainment

Een AAA-spel (afkomstig van het Engelse Triple-A) is een informele classificatie in de computerspelindustrie. Computerspellen met deze classificatie hebben doorgaans het hoogste ontwikkelingsbudget en de meeste uitgaven aan marketing en reclame.

## Beschrijving
De term AAA werd voor het eerst gebruikt eind jaren 90 van de twintigste eeuw en is waarschijnlijk afgeleid van de financiële industrie, waar AAA-obligaties het veiligste zijn en eerder winstgevend worden.
De ontwikkeling van dergelijke spellen gaat gepaard met hogere financiële risico's, omdat de betrokken ontwikkelaars, uitgevers en investeerders rekenen op het commerciële succes van het computerspel. Voor de medewerkers betekent de ontwikkeling van deze games een buitensporige werkdruk, waarbij vaak wordt voorbijgegaan aan de gezondheid en veiligheid op het werk.

### Kosten
Een van de eerste spellen die op AAA-schaal werd geproduceerd is Final Fantasy VII uit 1997. De ontwikkeling kostte toentertijd 40 tot 45 miljoen dollar en was op dat moment het duurste spel ooit gemaakt. Ook de dure marketingcampagne voor een computerspel was in die tijd ongehoord. Het productiebudget werd in 1999 ingehaald door het spel Shenmue, dat rond de 47 tot 70 miljoen dollar kostte. Andere dure games zijn Halo 3 en Grand Theft Auto V.

### Indie en AA
Rond 2012 werden de zeer hoge ontwikkelkosten van een computerspel gezien als een bedreiging voor de industrie. Wanneer een spel slecht zou verkopen, zou dit het einde van een ontwikkelstudio betekenen, samen met vele honderden banen.
Veel AAA-spellen begonnen ook hun nieuwigheid en unieke elementen te verliezen. Doordat de studio's zich op zekerheid gingen richten, betekende het dat veel spellen op elkaar gingen lijken en minder experimenteel werden.
Dit leidde vanaf 2010 tot de groei van indie-spellen, dit zijn games die door onafhankelijke spelstudio's zijn ontwikkeld, vaak met een kleiner budget, maar worden beschouwd als innovatiever en experimenteler. Deze groei zorgde ook voor het ontstaan van de AA-markt, spelstudio's die tussen kleine indie-ontwikkelaars en de grote AAA-bedrijven zitten. AA-spellen zijn er in verschillende genres en bieden een balans tussen hoge kwaliteit en aanschafkosten. Enkele succesvolle AA-spellen zijn Control, Hellblade: Senua's Sacrifice en The Outer Worlds.

### Verdienmodellen
De term AAA werd ongeveer vanaf 2015 ook gebruikt voor spellen die nog inkomsten bleven genereren, zelfs na de verkoop. Dit wordt gedaan door bijvoorbeeld downloadbare inhoud (DLC's), seizoenspassen (season passes) en uitbreidingspakketten (expansion packs) beschikbaar te stellen.

## Voorbeelden
Enkele AAA-ontwikkelstudio's zijn:
- Activision
- Electronic Arts
- Epic Games
- Guerrilla Games
- Nintendo
- Rockstar Games
- Sega
- Sony Interactive Entertainment
- Square Enix
- Tencent Games
- Ubisoft

Ontwikkelstudio's die in 2022 worden beschouwd als AA-bedrijven zijn:
- Devolver Digital
- Warhorse Studios
- Obsidian Entertainment
- Hazelight Studios
- PlatinumGames

Voorbeelden van AAA-spellen in 2023 zijn:
- Battlefield V
- Cities: Skylines II
- Cyberpunk 2077
- Death Stranding
- Doom Eternal
- Dying Light 2: Stay Human
- Far Cry 6
- God of War: Ragnarök
- Hogwarts Legacy
- Mortal Kombat 11
- Red Dead Redemption 2
- Starfield
- The Last of Us Part II